# 1960年9月5日月食
1960年9月5日月食为一次在协调世界时1960年9月5日出現的月全食。該次月食半影食分為2.428、全影食分為1.430。偏食維持了106分，全食維持44分。

## 概述
這次月食的食分是22.94，偏食維持了106分，全食維持44分。

## 基本參數
- 類型：月全食
- 食甚資料：
  - 日期：1960年9月5日
  - 時間：11:21
  - 月球位置：赤經22.94度、赤緯-6.5度
  - 食分：半影食分：2.428、全影食分：1.430
  - 持續時間：偏食106分、全食44分

## 外部連結
- NASA月食專頁（页面存档备份，存于）（英文）